# Poolvos
De poolvos (Vulpes lagopus) is een zoogdier dat behoort tot de familie van de hondachtigen (Canidae). De wetenschappelijke naam van de soort werd als Canis lagopus in 1758 gepubliceerd door Carl Linnaeus. De soort wordt door sommige auteurs in een apart geslacht Alopex geplaatst. Deze vos leeft hoofdzakelijk op de toendra. 
Vroeger werd ook wel de naam 'isatis' voor dit dier gebruikt.

## Beschrijving
Het dier wordt 30 centimeter hoog en 2 tot 6 kilogram zwaar. De staart is 25 tot 40 centimeter lang. Vrouwtjes zijn kleiner dan mannetjes. Mannetjes worden 55 tot 75 centimeter lang, vrouwtjes 50 tot 65 centimeter.
De vachtkleur varieert. In de zomer is het dier meestal grijsachtig bruin, in de winter wit. Er zijn ook rookkleurig grijze dieren, die blauwvossen genoemd worden. Blauwvossen blijven het gehele jaar door grijzig bruin, maar krijgen 's winters een blauwere vacht. Het is een kleurvariëteit, en blauwvossen worden vaak geboren in een nestje met "witte" poolvossen. Zo'n vijf procent van alle poolvossen zijn blauwvossen. Het percentage is hoger in gebieden waar minder sneeuw ligt, als aan de kust.
Er zijn twee ruiperioden, mei-juni en september. In de eerste periode verliest hij zijn wintervacht, in de tweede zijn zomervacht. De rui begint vanaf de rug, en bij sommige dieren (vooral mannetjes en zich niet voortplantende vrouwtjes) zijn delen van de wintervacht achtergebleven in de staart en op de flanken.
Poolvossen verschillen van gewone vossen door de kortere oren en de kortere snuit, de rondere kop en de dikkere vacht. Zijn soortnaam "lagopus", wat "konijnenpoot" betekent, slaat op de harige voetzolen.

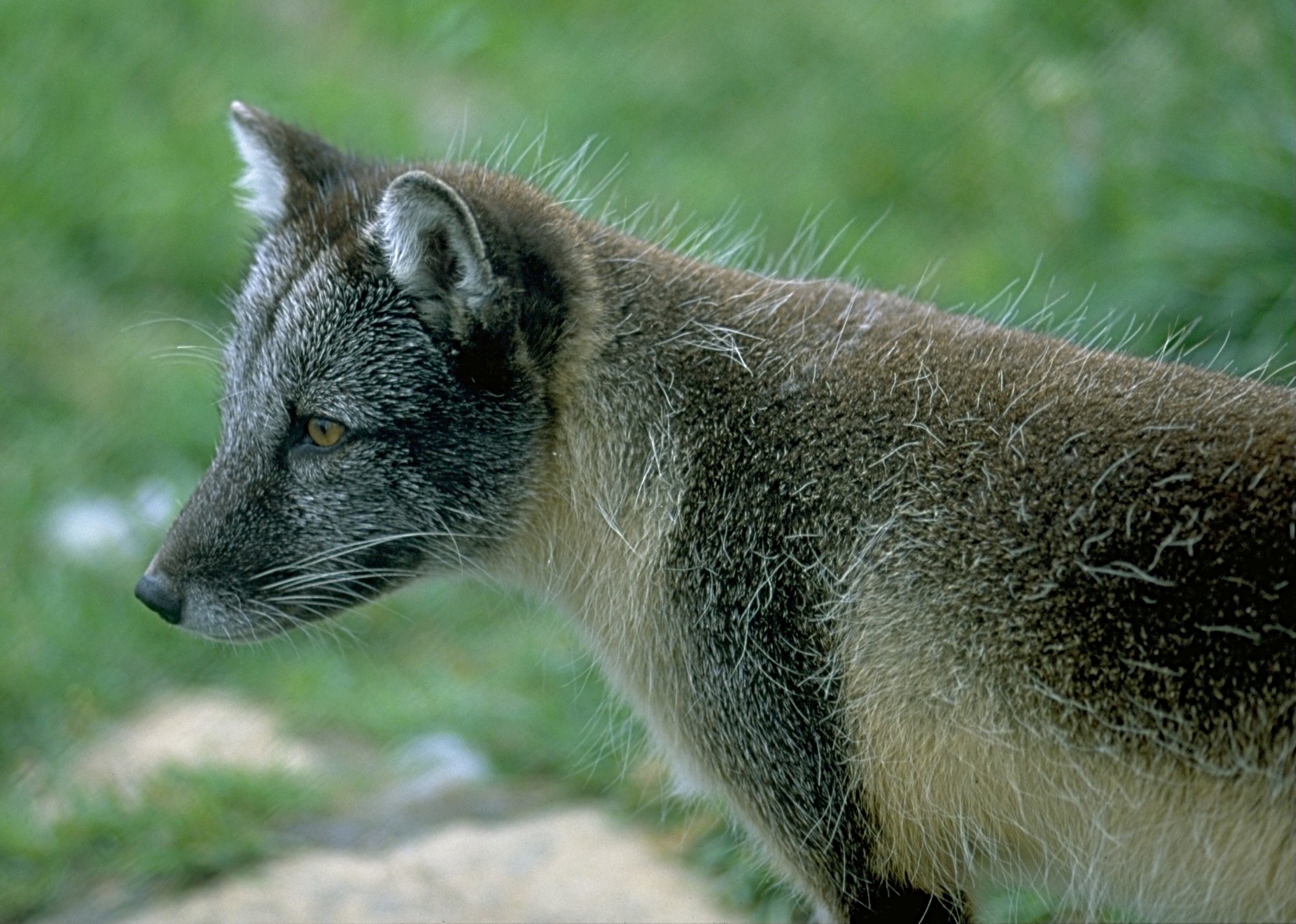
Poolvos in zomervacht

## Voedsel en leefwijze
De poolvos leeft vooral van kleine zoogdieren, vooral lemmingen en andere woelmuizen. Het aantal poolvossen lijkt afhankelijk van het aantal lemmingen, en in slechte lemmingjaren kunnen jonge dieren hun broertjes of zusjes doden en eten om aan voedsel te komen.
Ook sneeuwhazen, vogels (bijvoorbeeld ganzen, zeekoet, sneeuwhoen, steltlopers) en eieren worden regelmatig gegrepen, en hij eet ook insecten, bessen en vruchten. Het dier is zowel 's nachts als overdag (bijvoorbeeld in de lange arctische zomer) actief. In een goed lemmingjaar kan de poolvos een dozijn lemmingen per dag eten. Ook de jongen van de ringelrob worden aangevallen, als deze in een sneeuwhol zitten en relatief hulpeloos zijn. Poolvossen begraven voedsel op goed verstopte plaatsen.
Als er 's winters voedselschaarste aanbreekt, trekken de dieren naar voedselrijkere gebieden, als de kust of zuidelijk gelegen gebieden. Ze kunnen dan wel honderden kilometers ver trekken, alleen of in groepjes. Daar eten ze vooral aas (bijvoorbeeld resten van door ijsberen gedode zeehonden, maar ook aangespoelde vis) en ook schelpdieren.
Poolvossen kunnen tot wel -50 °C overleven.
Poolvossen leven in paartjes of kleine groepen, meestal bestaande uit één mannetje en verscheidene vrouwtjes met hun jongen, maar ook andere combinaties zijn bekend (bijvoorbeeld twee mannetjes en meerdere vrouwtjes). Waarschijnlijk zijn alle vrouwtjes in een groep aan elkaar verwant. Poolvossen zijn meestal monogaam; een mannetje krijgt over het algemeen jongen bij slechts één vrouwtje, ook als er meerdere vrouwtjes in de burcht wonen. De andere dieren helpen mee met het opvoeden van de jongen.
Een poolvos leeft in een burcht, die bestaat uit een uitgebreid gangenstelsel met meerdere uitgangen en vier tot twaalf ingangen, die soms al eeuwen in gebruik zijn en 30 m² groot kunnen zijn. In zo'n gebied groeit meestal meer vegetatie dan in de omliggende streken, doordat de grond vruchtbaarder wordt door de uitwerpselen en etensresten van de poolvossen. De burchten liggen meestal meer dan een kilometer van elkaar af. Soms verblijven ze echter in de buitenlucht, en werpen daar ook hun jongen. Dit komt vooral voor in piekjaren, waarin de meeste geschikte gebieden om een burcht te vestigen al in gebruik zijn genomen.

### Voortplanting
De paartijd duurt van maart tot april. Na een draagtijd van 53 tot 54 dagen worden de jongen in mei en juni geboren. Poolvossen krijgen voor zoogdieren van hun grootte vrij grote worpen: tien tot twaalf welpen is normaal. Soms bestaat een worp uit wel achttien dieren. In IJsland zijn worpen kleiner: gemiddeld vijf à zes dieren per worp.
De jongen worden blind geboren, met een donkerbruine vacht. Na 14 tot en met 16 dagen gaan de oogjes openen. Rond deze tijd kunnen de witte vossen van de blauwvossen worden onderscheiden: witte vossen hebben grijze haren binnen in de oren en rond de snuit. Als de dieren drie weken oud zijn, krijgen ze hun eerste vaste voedsel. Vanaf die tijd wordt er voedsel gebracht door beide ouders en eventuele helpers. Na vier tot tien weken worden de jongen gespeend. In de herfst verlaten ze het nest, alhoewel er af en toe vrouwtjes en soms ook mannetjes achterblijven. Deze dieren helpen het volgende jaar mee met de opvoeding van de jongen.
De poolvos is geslachtsrijp na tien maanden. Het dier wordt maximaal elf jaar in het wild, en vijftien in gevangenschap. Het sterftecijfer onder jongen is hoog, behalve in jaren met veel lemmingen.

## Leefgebied en verspreiding
De poolvos leeft op de gehele arctische toendra van Noord-Amerika, Noord-Europa en Noord-Azië. Ook wordt hij aangetroffen in de alpiene toendra van het gebergte van Scandinavië. Hij is ingevoerd op de Aleoeten. De meest noordelijke populatie leeft in noordelijk Groenland, 88° NB, de zuidelijkste op het meest zuidelijke punt van de Hudsonbaai, 53° NB. Soms waagt hij zich op het pakijs, om ijsberen te volgen.
Onderzoekers van het Noors Poolinstituut die met gps een poolvos volgden, stelden vast dat het dier in 76 dagen een 3.506 kilometer lange route van Spitsbergen naar Ellesmere Eiland in Canada liep en daarbij op een van de dagen zelfs 155 kilometer aflegde.
Tijdens de laatste ijstijd kwam de poolvos in een groter gebied voor, blijkens fossiele vondsten in grote delen van Europa en Siberië.

## Ondersoorten
Van de poolvos worden de volgende acht ondersoorten onderscheiden:
- Vulpes lagopus lagopus (Zweden)
- Vulpes lagopus beringensis (Beringeiland van de Komandorski-eilanden)
- Vulpes lagopus fuliginosus (IJsland)
- Vulpes lagopus groenlandicus (Groenland)
- Vulpes lagopus hallensis (Hall-eiland in de Beringzee)
- Vulpes lagopus pribilofensis (op St. George-eiland van de Pribilof-eilanden)
- Vulpes lagopus spitzbergenensis (Spitsbergen)
- Vulpes lagopus ungava (Ungava in Quebec)

## Bedreiging
De poolvos wordt bejaagd voor het bont, zowel door pelsjagers als door inheemse volkeren als de Inuit en de Saami. De poolvos heeft deze intensieve jacht goed doorstaan, mede door het hoge aantal jongen per worp. Tegenwoordig is de pelsjacht veel minder intensief dan vroeger. Poolvossen worden al meer dan zeventig jaar veelvuldig gehouden in pelsdierfokkerijen. De op de boerderijen gefokte poolvossen zijn groter dan wilde dieren, en zeldzame kleurvariëteiten als de blauwvos worden hier meer gekweekt. Ontsnappingen van deze dieren kunnen voor genetische vervuiling zorgen.
De poolvos is een vrij algemene diersoort, met een circumpolaire verspreiding. In Scandinavië is de soort echter bijna uitgestorven. Er leven hier slechts nog zo'n 120 dieren. Waarschijnlijk gaat hun aantal achteruit door concurrentie met de vos, die door de achteruitgang van de wolf, de grootste natuurlijke vijand van de vos, nu in groten getale voorkomt in Scandinavië.
Van de populatie op Medny (een eiland ten oosten van Rusland) zijn minder dan 100 vossen over (10 à 15 procent van het oorspronkelijke aantal). De oorzaak hiervan is een ziekte, overgedragen door teken die als parasieten werden ingevoerd met honden in de jaren 70 van de 20ste eeuw. Ondertussen krijgen de overgebleven vossen een antiparasitair middel, maar hun toekomst oogt nog steeds onzeker. Recentelijk is de mogelijkheid geopperd dat de afname van deze populatie verband zou kunnen houden met het voorkomen van hoge concentraties kwik in het zeevoedsel.